# Stron d'poye

Le stron d'poye, mots wallons traduits littéralement par « caca de poule », est un aliment du pays de Herve en Belgique.
Il s'agit en réalité d'une tartine de pain nappée d'une couche de maquée et d'une couche de sirop de Liège. La couche de sirop plus dense est recouverte par la maquée. C'est une spécialité du pays de Herve et de l'abbaye du Val-Dieu à Aubel.
La maquée et le sirop comptent parmi les produits régionaux les moins onéreux. La blancheur de la maquée et la couleur sombre du sirop font penser aux fientes des poules d'où son nom original,.